# 安徽古井集團

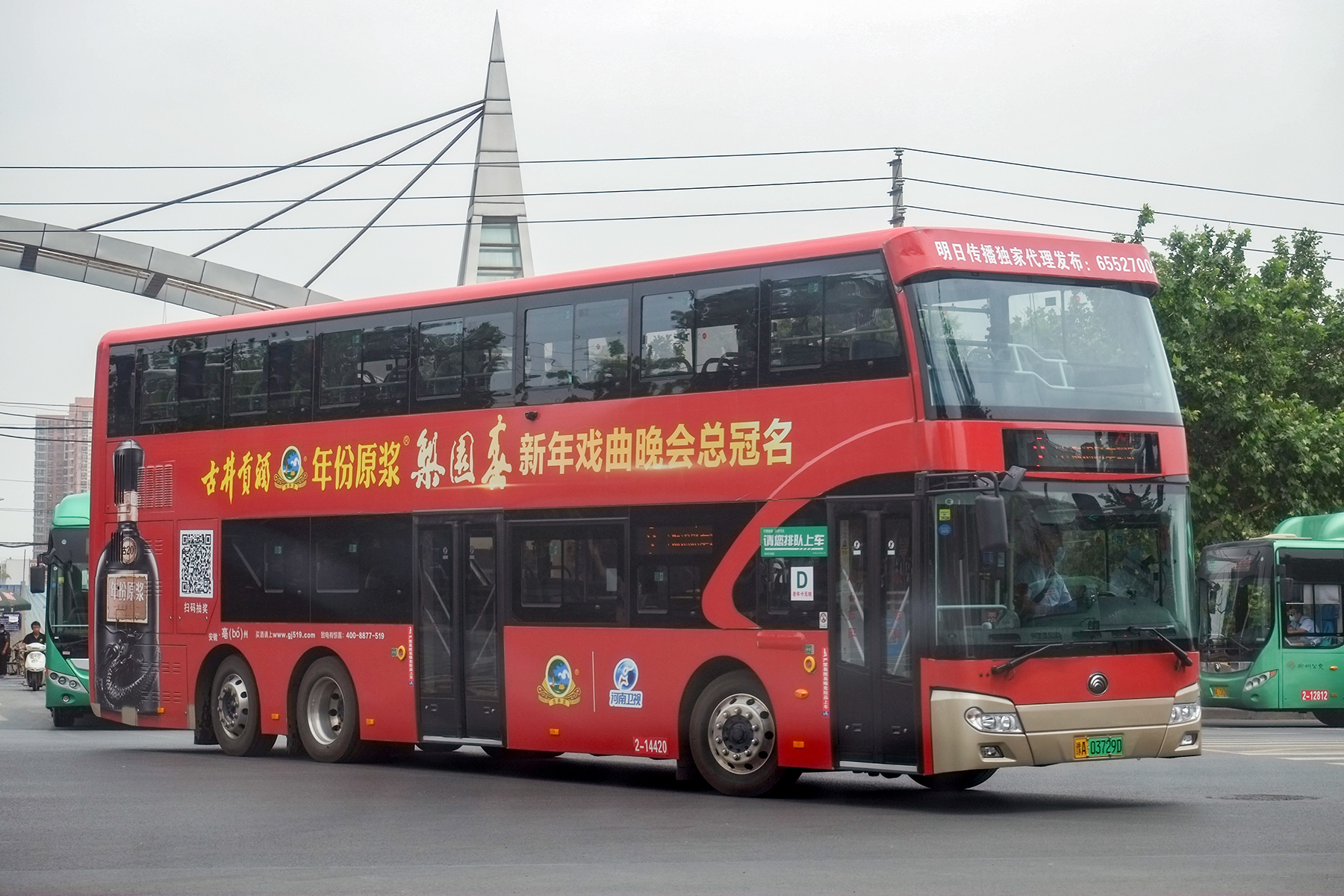
古井集团自2016年起在广告上特别标注“安徽·亳（bó）州”

安徽古井集團有限責任公司，簡稱安徽古井集團、古井集團（英語：Anhui Gujing Group Co.,Ltd.），在1959年由安徽省亳州市人民政府成立，前身為「国营亳县古井酒厂」，總部位於安徽省亳州市古井镇。根據2011年報提供資料，該公司持有60%股權。
古井贡酒荣获2014年度全国白酒第六、蝉联安徽省白酒第一品牌。2014年9月27日由中国酒类流通协会、中华品牌战略研究院主办的“华樽杯”第六届中国酒类品牌价值评议成果发布会在国家会议中心揭晓，经“华樽杯”第六届中国酒类品牌价值评议组委会评测，古井贡集团，其品牌价值为301.52亿元，位于中国白酒第六位。荣获2014年度华樽杯中国酒类年度十大最具国际影响力中国名酒品牌、中国年份原浆酒第一品牌等奖项。华樽杯号称中国酒业奥运会。
而現時業務在中國內地和環球經營及生產各銷售種類型白酒、廢物回收、玻璃製品、包裝、酒店管理、物流等、工藝品、貿易、廣告、旅遊、金融等行業。而旗下核心業務的，安徽古井貢酒股份有限公司則在1996年9月27日和6月12日於深圳證券交易所A股（人民幣結算）和B股（港元結算）上市。
而董事長為余林，總裁為梁金輝。

## 連結
- Gujing.com （页面存档备份，存于）